# (969) Leocadia
(969) Leocadia est un astéroïde de la ceinture principale. Il est la millième découverte homologuée d'astéroïde et a été découvert le 5 novembre 1921 par l'astronome russe Sergueï Beljawsky.